# 格拉祖诺夫卡 (奥廖尔州)
格拉祖诺夫卡（羅馬化：Glazunovka）是俄罗斯奥廖尔州的市级镇、格拉祖诺沃区行政中心及规模最大聚居地，地处奥廖尔州南部，位于州府奥廖尔东南方。
原名亚历山德罗夫卡（Александровка），1904年改为现名，名称来自附近一村庄。该地2022年人口有5,118人；2010年人口5,939；2002年人口6,756；1989年人口7,025。